# 한국관상조류협회
한국관상조류협회는 관상조류 사육농가의 친목도모, 정보와 기술교류 목적으로 1996년 5월 13일 설립된 대한민국 농림수산식품부 소관의 사단법인이다. 사무실은 서울특별시 구로구 오류동 3-31에 있다.

## 주요 사업
- 관상조류의 생산 및 사육기술 지도
- 관상조류의 수출, 수입에 관한 사업
- 관상조류사료, 사육기자재의 구매, 판매 및 알선
- 관상조류․유통개선․시험연구 등